# Daniel Arcularius (Theologe)

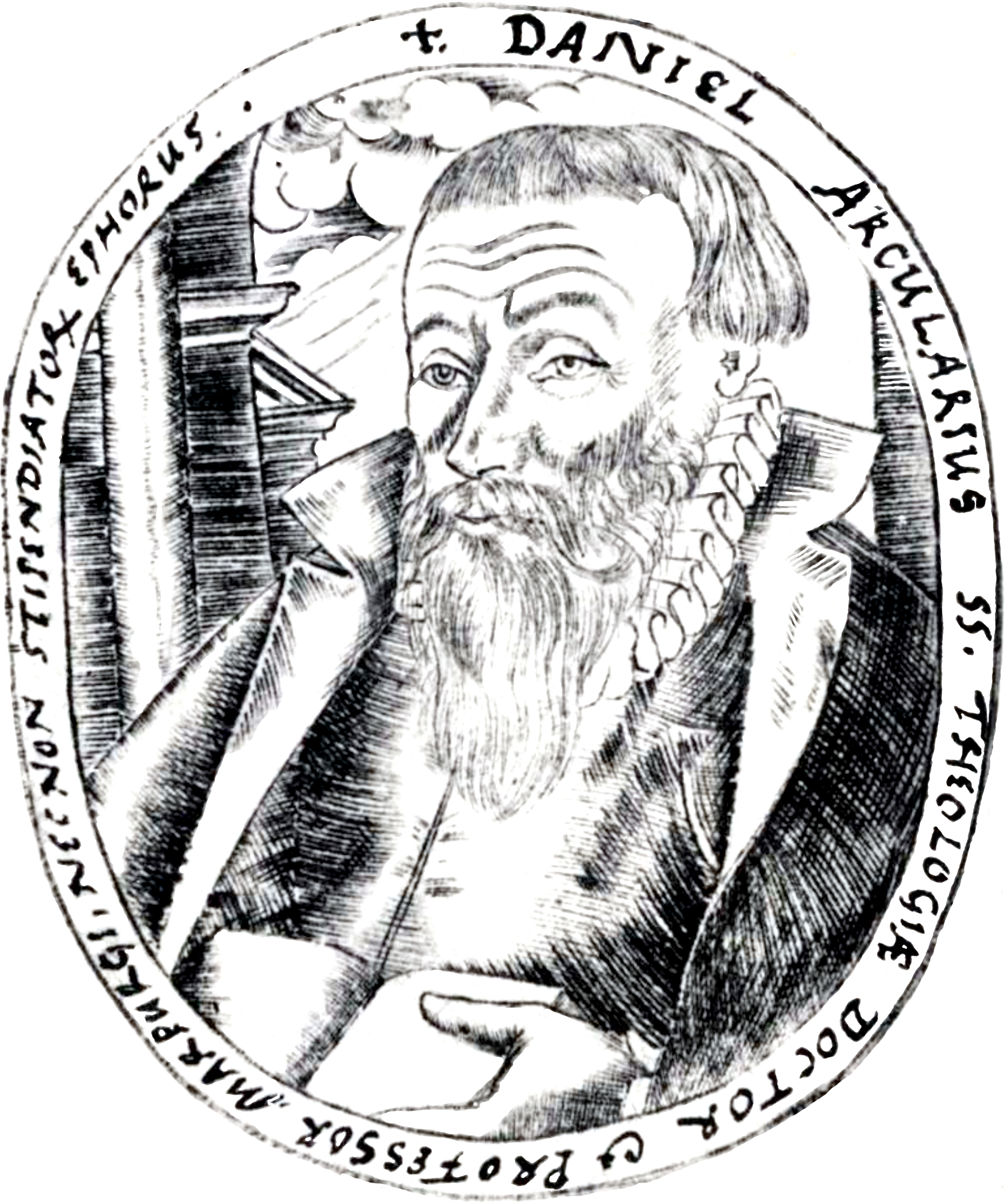
Porträt aus dem 16. Jahrhundert

Daniel Arcularius (eigentlich Daniel Schreiner, fälschlich auch Daniel Kistner; um 1540 in Kassel; † 10. April 1596 in Marburg) war ein deutscher lutherischer Theologie und Hochschullehrer.

## Leben
Arcularius' Eltern ebenso wie seine frühe Ausbildung sind unbekannt. Er studierte an der Universität Marburg. Dort erlangte er am 27. März 1561 den Bakkalaureusgrad, am 17. November 1563 den Magistergrad. Anschließend ging er zum weiteren Studium an die Universität Tübingen. Um das Amt des Stipendiatenmajors in Marburg zu übernehmen, kehrte er zurück dorthin zurück.
Arcularius wurde 1570 die Stelle als außerordentlicher Professor der Theologie an der Marburger Universität übertragen. Im Sommer 1571 erhielt er eine Stelle als ordentlicher Professor der Theologie. 1573 leitete er als Dekan die Theologischen Fakultät, 1583/1584, 1587/1588, 1591/1592 als Rektor die Universität. Zudem war er ab 14. Oktober 1575 bis zu seinem Lebensende Ephorus der Hessischen Stipendiatenanstalt. Ebenfalls 1575 wurde er daneben zur Lehre am Pädagogium Marburg herangezogen.
Arcularius wurde am 17. Juni 1585 in Marburg zum Dr. theol. promoviert.

## Werke (Auswahl)
- De angelis theses theologicae, Egenolph, Marburg 1588.
- De Ecclesia & eius potestate Theses Theologicae, Egenolph, Marburg 1588.
- Defensio thesium theologicarum de missa pontificia, et coenae dominicae in ea profanatione, adversus responsionem Henrici Ebingshausen, Egenolph, Marburg 1589.
- De magistratu civili, et civium erga illum officio, theses theologicae, Egenolph, Marburg 1590.
- Theses theologicae complectentes enarrationem Psalmi XC. Egenolph, Marburg 1592.
- Theses Theologicae De Peccato Tum Angelorum, Tum Hominum, Egenolph, Marburg 1595.